# Ettore Buchi
Pour les articles homonymes, voir Buchi.
Ettore Buchi est un réalisateur de films pornographiques italien. Il a reçu, début 2012, trois AVN Awards pour Mission Asspossible, dont ceux de meilleur réalisateur étranger et meilleur film étranger.

## Distinctions

### Réalisateur
- 2012 AVN Award Meilleur réalisateur - Film scénarisé étranger (Best Director - Foreign Feature) pour Mission Asspossible
- 2013 AVN Award Meilleur réalisateur - Film non scénarisé étranger (Best Director - Foreign Non Feature) pour Adventures On The Lust Boat 2[2]

### Films
- 2012 AVN Award
  - Meilleur film scénarisé étranger (Best Foreign Feature) pour Mission Asspossible
  - Meilleure scène de sexe dans une production étrangère (Best Sex Scene in a Foreign-Shot Production) pour Mission Asspossible

## Filmographie
- Private Blockbusters 7: Mission Asspossible (2011)